# Howard Rollins
Howard Ellsworth Rollins Jr. (17 de octubre de 1950 - 8 de diciembre de 1996) fue un actor de teatro, cine y televisión estadounidense.
A lo largo de su carrera como actor, Rollins fue nominado a un Premio Oscar , un Globo de Oro y un Emmy.

## Vida privada

### Fallecimiento
Rollins fue diagnosticado de SIDA. El 8 de diciembre falleció por complicaciones del linfoma en Nueva York. Posteriormente, su cadáver fue trasladado a Baltimore.

## Filmografía
| Año  | Película          | Rol                  | Notas |
| ---- | ----------------- | -------------------- | --- |
| 1981 | Ragtime           | Coalhouse Walker Jr. | Nominado—Óscar al mejor actor de reparto Nominado—Globo de Oro al mejor actor de reparto Nominado—New York Film Critics Circle Award al mejor actor de reparto(4to lugar) |
| 1984 | A Soldier's Story | Capitán Davenport    | |
| 1984 | The House of God  | Chuck Johnston       | |
| 1990 | On the Block      | Clay Beasley         | |
| 1995 | Drunks            | Joseph               | |

| Año       | Título                                    | Rol                              | Notas                                                                         |
| --------- | ----------------------------------------- | -------------------------------- | ----------------------------------------------------------------------------- |
| 1978      | The Trial of the Moke                     |                                  | Película para televisión                                                      |
| 1978      | King                                      | Andrew Young                     | Miniserie Acreditado como Howard Rollins                                      |
| 1979      | Roots: The Next Generations               | George Haley                     | Miniserie                                                                     |
| 1979      | My Old Man                                | Doctor                           | Película para televisión                                                      |
| 1981      | Thornwell                                 | Carson                           | Película para televisión                                                      |
| 1982      | The Neighborhood                          | Allen Campbell                   | Película para televisión                                                      |
| 1982      | The Member of the Wedding                 | Honey Brown                      | Película para televisión                                                      |
| 1982      | Another World                             | Ed Harding                       | Nominado— Daytime Emmy Awards al mejor actor de reparto en serie dramática    |
| 1983      | For Us the Living: The Medgar Evers Story | Medgar Evers                     | Película para televisión NAACP Image Awards al mejor actor de serie dramática |
| 1983      | Moving Right Along                        |                                  | episodio desconocido                                                          |
| 1984      | House of Dies Drear                       | Walter Small                     | Película para televisión                                                      |
| 1984      | A Doctor's Story                          | Dr. Zack Williams                | Película para televisión                                                      |
| 1984      | He's Fired, She's Hired                   | Raoul                            | Película para televisión                                                      |
| 1985      | Wildside                                  | Bannister Sparks                 | 6 episodios                                                                   |
| 1986      | The Boy King                              | Martin Luther King Sr.           | Película para televisión                                                      |
| 1986      | The Children of Times Square              | Otis Travis                      | Película para televisión                                                      |
| 1986      | Johnnie Mae Gibson: FBI                   | T.C. Russell                     | Película para televisión                                                      |
| 1988-1994 | In the Heat of the Night                  | Chief of Detectives Virgil Tibbs | 121 episodios                                                                 |
| 1992      | With Murder in Mind                       | Samuel Carver                    | Película para televisión                                                      |
| 1995      | New York Undercover                       | Reverend Hundley                 | Episodio: "The Smoking Section"                                               |
| 1996      | Remember WENN                             | George Smith                     | Episodio: "The Emperor Smith"                                                 |
| 1996      | Harambee!                                 | Chimbuko                         | Película para televisión Última interpretación                                |